# Gmina Carl (Iowa)

Położenie Gminy Carl w hrabstwie Adams

Gmina Carl (ang. Carl Town) – gmina w USA, w stanie Iowa, w hrabstwie Adams. Według danych z 2000 roku gmina miała 179 mieszkańców.